# Araneus tiganus
Araneus tiganus är en spindelart som först beskrevs av Chamberlin 1916.  Araneus tiganus ingår i släktet Araneus och familjen hjulspindlar. Inga underarter finns listade i Catalogue of Life.